# Nina Khrouchtchev
Nina Khrouchtchev, née Nina Petrovna Koukhartchouk le 14 avril 1900 à Vasiliv (gouvernement de Lublin, Empire russe) et morte le 13 août 1984 à Moscou (URSS), est la troisième épouse du dirigeant soviétique Nikita Khrouchtchev.

## Biographie
Nina Koukhartchouk naît dans une famille ukrainienne du village de Vasiliv, qui faisait alors partie de l'Empire russe. Ses parents, Piotr Vasilievich Koukhartchouk et Ekaterina Petrovna Bondarchouk, sont paysans. Après avoir suivi trois années d'école primaire dans son village, elle s'inscrit en 1912 à une école de Lublin, puis à Odessa, où elle étudie jusqu'en 1919. Elle travaille ensuite comme secrétaire. Début 1920, elle rejoint les bolcheviks et est nommée agitatrice politique sur le front polonais. La même année, elle est envoyée à Moscou pour continuer ses études. En 1921, elle devient enseignante dans une école du Parti communiste, à Bakhmout, mais tombe bientôt malade, atteinte du typhus. Après son rétablissement, elle est transférée dans une école similaire à Donetsk. Là, en 1922, elle rencontre l'homme politique Nikita Khrouchtchev, avec qui elle passe la plus grande partie du reste de sa vie,,.
En 1926, elle est de nouveau envoyé à Moscou pour étudier l'économie politique. Elle enseigne ensuite dans une école du parti à Kiev. Dans cette ville, en 1929, elle donne naissance à Rada, le premier enfant qu'elle a avec Nikita Khrouchtchev. Elle a également en charge les deux enfants que ce dernier a eu lors de son précédent mariage. En 1930, elle suit son conjoint, qui est envoyé à Moscou. Elle y vit avec les parents de Khrouchtchev et travaille comme chef du parti dans une fabrique de lampes. En 1935, elle donne naissance à un garçon, Sergueï, et, en 1937 à une fille, Elena, qui meurt à l'âge de 35 ans en raison d'une mauvaise santé,.
En 1938, Nikita Khrouchtchev est nommé premier secrétaire du Parti communiste d'Ukraine et sa famille retourne à Kiev. Trois ans plus tard, elle est évacuée à Samara, en raison de l'invasion allemande de l'Union soviétique,.
Après l'arrivée de Nikita Khrouchtchev à la tête de l'URSS en 1953, elle joue un rôle de « Première dame », rôle inexistant chez les dirigeants soviétiques précédents. Ainsi, elle accompagne Khrouchtchev dans ses voyages à l'étranger et prend part à des événements officiels. Elle parlait cinq langues : le russe, l'ukrainien, le polonais, le français et l'anglais, qu'elle a étudié pendant ses nombreuses années d'études dans des écoles du Parti communiste,.
Le couple ne se marie officiellement qu'en 1965, après la mise en retraite de Nikita Khrouchtchev. Elle passe le reste de sa vie à Zhukovka, dans l'oblast de Moscou,. Il meurt en 1971 et elle le 13 août 1984, à l'âge de 84 ans.

## Galerie

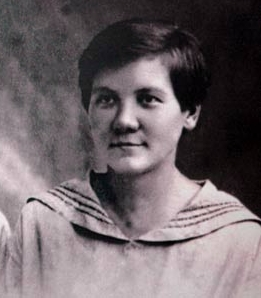
Nina Khrouchtchev en 1924.
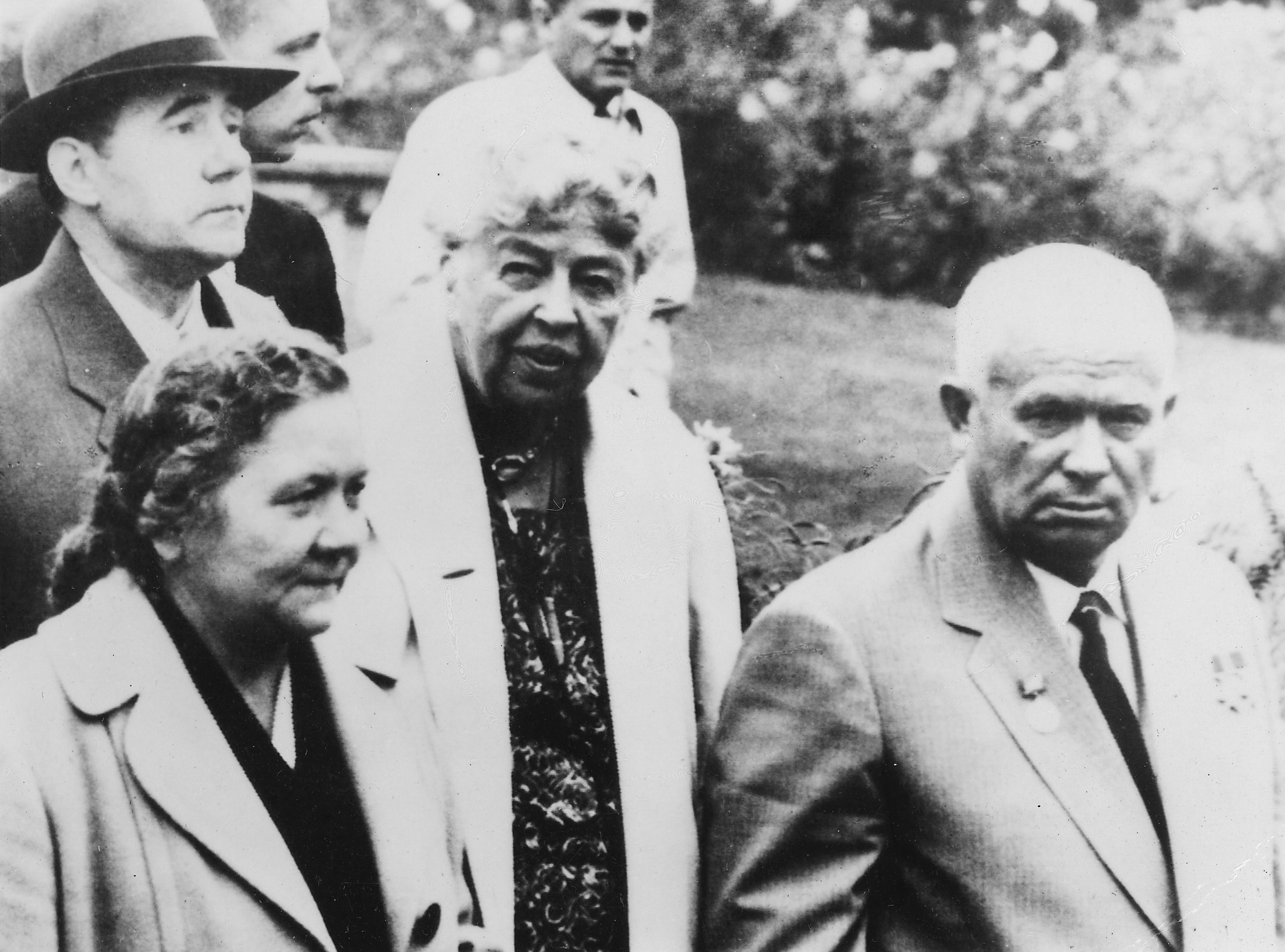
Eleanor Roosevelt, Nikita et Nina Khrouchtchev et Andreï Gromyko à Hyde Park (New York), en 1959.
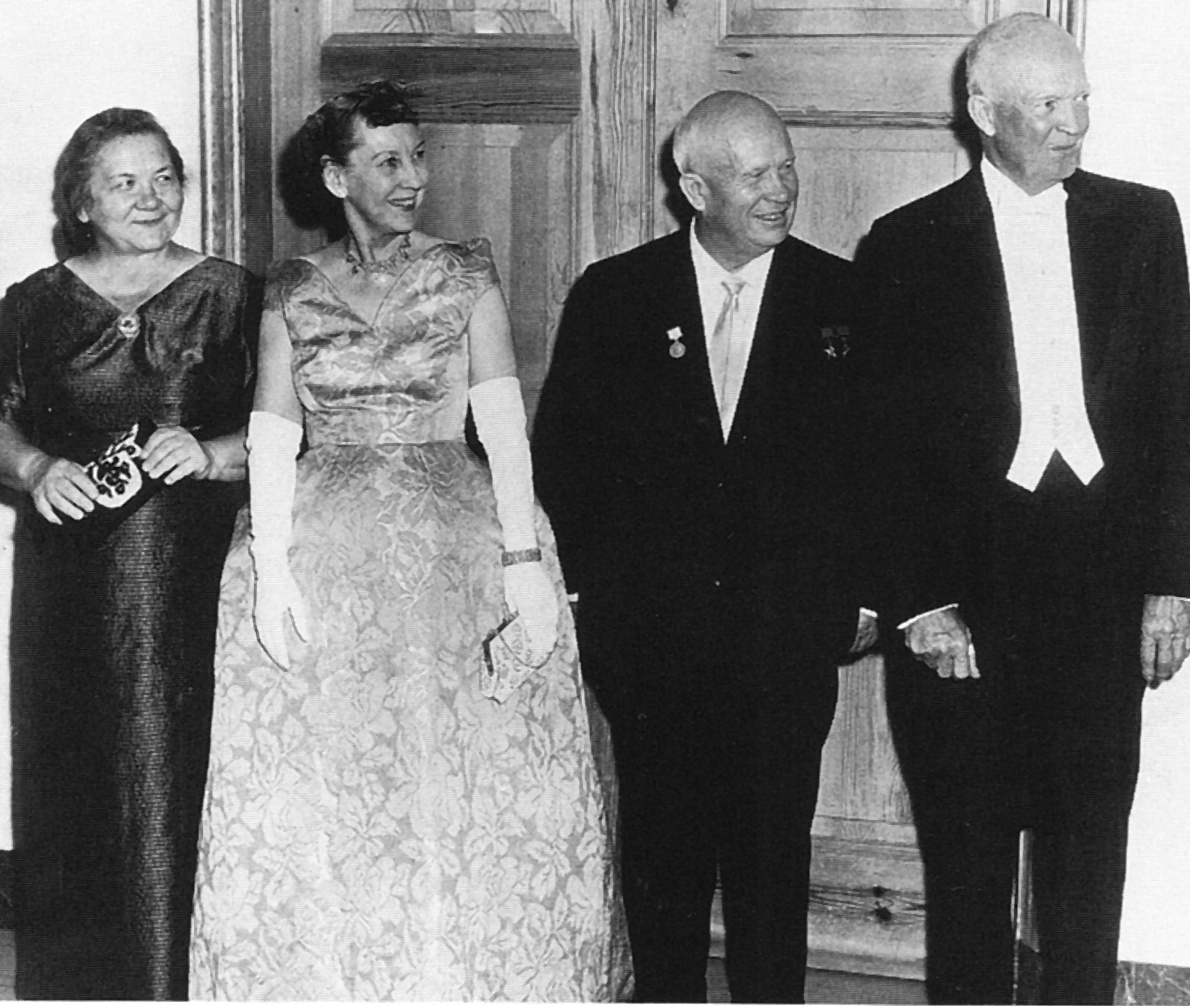
Nina Khrouchtchev, Mamie Eisenhower, Nikita Khrouchtchev et Dwight D. Eisenhower à un dîner d'État, en 1959.
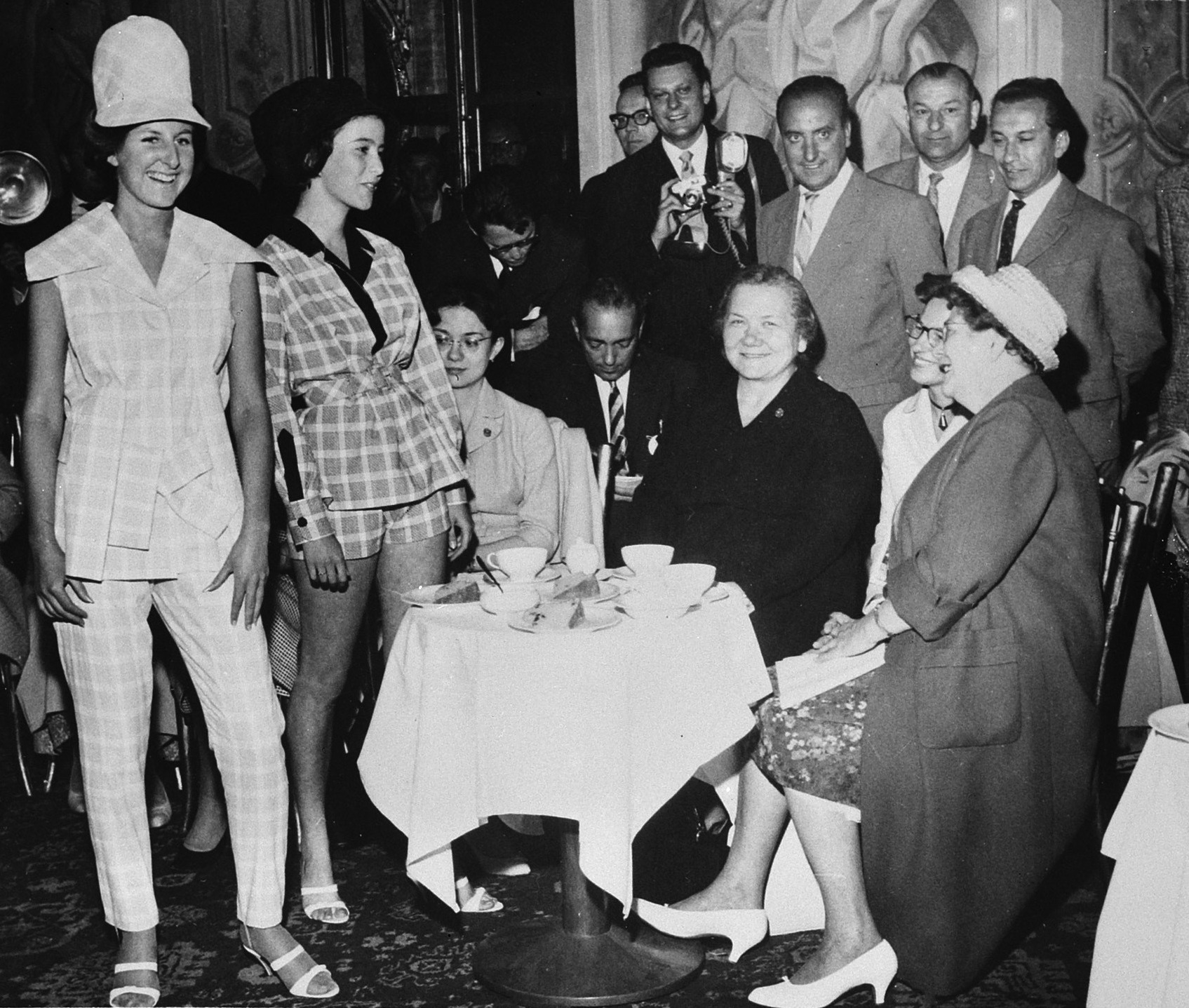
Nina Khrouchtchev à un défilé de mode, en 1960.
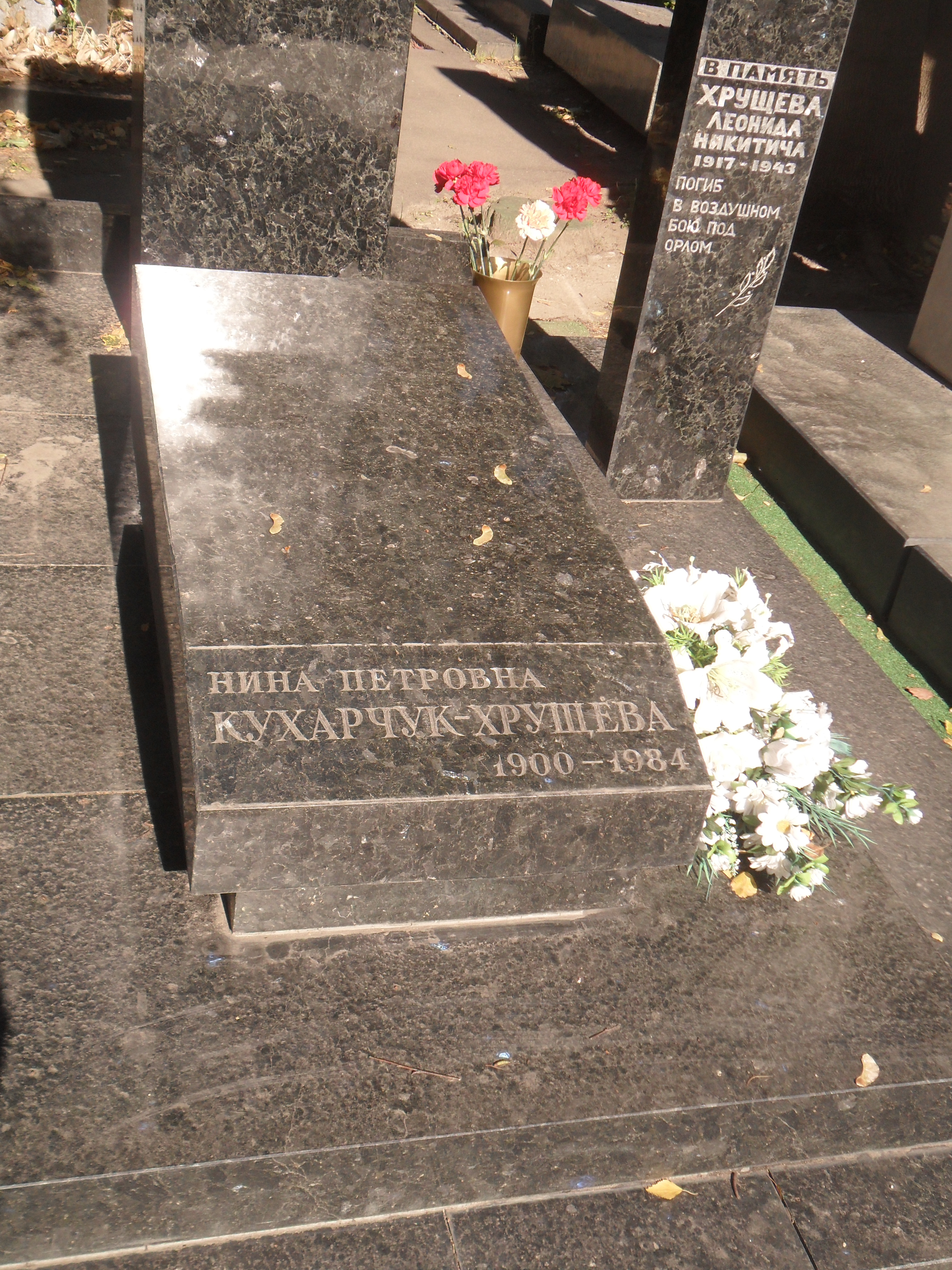
Tombe au cimetière de Novodevitchi.

## Source
- (en) Cet article est partiellement ou en totalité issu de l’article de Wikipédia en anglais intitulé « Nina Petrovna Khrushcheva » (voir la liste des auteurs).